# 4403 Kuniharu
4403 Kuniharu este un asteroid din centura principală, descoperit pe 2 martie 1987 de Yoshiaki Oshima.